# لي إيون-غونج
لي إيون-غونج (هانغل: 이은정) هي منافسة ألعاب القوى كورية جنوبية، ولدت في 21 أبريل 1981.

## وصلات خارجية
- لي إيون-غونج على موقع الاتحاد الدولي لألعاب القوى (الإنجليزية)
- لي إيون-غونج على موقع أوليمبيديا (الإنجليزية)